# Вернер Файманн
Вернер Файманн (нім. Werner Faymann, 4 травня 1960, Відень, Австрія) — австрійський політичний діяч, 12 Федеральний канцлер Австрії (2008—2016).

## Дитинство і юність
Під час навчання в гімназії Відня — Henriettenplatz Файман приєднався до соціалістичної молоді і увійшов до партії СДПА. Після закінчення гімназії в 1981 він очолив соціалістичну молодь Відня. У цій якості він брав участь в 1983 році в організації демонстрації проти візиту Папи Римського Івана Павла II до Австрії.

## Політична кар'єра
Вернер навчався на юридичному факультеті Віденського університету, проте він залишив університет, не закінчивши навчання. Він працював консультантом банку Zentralsparkasse. Файман з 1985 по 1994 займав пост члена Віденської Асамблеї і Муніципального Ради.
У 1988—1994 був керівним директором і головою Асоціації віденських орендарів. У 1994 році Файман очолив виконавчу міську раду із питань житлового будівництва. Він був віцепрезидентом Віденського бізнес агентства (VBA). З 1996 року він був головою міської ради Відня із питань ремонту житла, житлового будівництва та міського господарства.

## На посаді міністра та канцлера Австрії
Міністр транспорту, інновацій і технологій в кабінеті міністрів канцлера Альфреда Гузенбауера в січні 2007 — грудні 2008. 16 червня 2008 став головою Соціал-демократичної партії Австрії. 7 липня 2008 року Файман обраний партією СДПА провідним кандидатом на виборах до Національної ради.
На виборах, які відбулися 23 листопада 2008 року, Файман очолив коаліцію СДПА і АНП.
Його обрано Канцлером Австрії і вступив на посаду в грудні 2008 року.
Як керівник партії, що отримала більшість голосів під час виборів до австрійського парламенту, що відбулися 28 вересня 2008 року, був уповноважений президентом країни Хайнцем Фішером 8 жовтня 2008 року сформувати новий уряд Австрії. 24 листопада 2008 року лідери Соціал-демократичної партії Австрії і Австрійської народної партії домовилися про створення великої коаліції з двох партій, обравши кандидатуру Вернера Файмана на пост канцлера Австрії.
У перші місяці свого перебування на посту канцлера він мав на землях Каринтії, Зальцбурзі та Верхньої Австрії і низький рейтинг на свою підтримку з опитувань населення. Експерти говорили що соціал-демократична партія під його керівництвом знаходиться в кризі. У 2010 році Файман оголосив про проведення референдуму щодо введення податку.
Після аварії на станції Фукусіма він оголосив про допомогу. Хоча Файману вдалося відзначитися в областях економіки, в інших він не зміг добитися прогресу. Наприклад, Палата представників, часто критикує його за відсутність рішучості та жорсткості стосовно закону про імміграцію.
Брав участь у конференції Більдербергського клубу в 2009. У 2011 також було заплановано його участь у заходах клубу, що о не раз було негативом для парламентського розслідування.

## Особисте життя
Одружений з 2001, його дружина — член парламенту Мартіна Людвіга Файман. Вернер має двох дочок, одна від його першого шлюбу.